# Fußball-Europameisterschaft 2008/Gruppe B
In der Gruppe B der Fußball-Europameisterschaft 2008 setzte sich Kroatien u. a. durch einen 2:1-Sieg gegen Deutschland durch. Die Deutschen konnten sich erst im dritten Gruppenspiel durch einen wenig überzeugenden Sieg gegen die Österreicher für das Viertelfinale qualifizieren. Der bis auf einen Elfmeter ohne Torerfolg gebliebene Gastgeber Österreich und die polnische Elf landeten auf den Plätzen drei und vier.
| Pl.                                                                                              | Land        | Sp. | S | U | N | Tore    | Diff. | Punkte |
| ------------------------------------------------------------------------------------------------ | ----------- | --- | - | - | - | ------- | ----- | ------ |
| 1.                                                                                               | Kroatien    | 3   | 3 | 0 | 0 | 004:100 | +3    | 09     |
| 2.                                                                                               | Deutschland | 3   | 2 | 0 | 1 | 004:200 | +2    | 06     |
| 3.                                                                                               | Österreich  | 3   | 0 | 1 | 2 | 001:300 | −2    | 01     |
| 4.                                                                                               | Polen       | 3   | 0 | 1 | 2 | 001:400 | −3    | 01     |
| Für die Platzierung ist hier die Tordifferenz aus allen Gruppenspielen maßgeblich (siehe Modus). |             |     |   |   |   |         |       |        |

## Österreich – Kroatien 0:1 (0:1)
| Österreich                                                        | Österreich | Kroatien | Kroatien | Aufstellung                           |
| ----------------------------------------------------------------- | --- | --- | -------- | ------------------------------------- |
| Österreich                                                        | \| 1. Spieltag \| \| Sonntag, 8. Juni 2008 um 18:00 Uhr in Wien (Ernst-Happel-Stadion) \| \| Zuschauer: 51.428 (ausverkauft) \| \| Schiedsrichter: Pieter Vink ( Niederlande) \| \| Spielbericht \|                                                                                | \| 1. Spieltag \| \| Sonntag, 8. Juni 2008 um 18:00 Uhr in Wien (Ernst-Happel-Stadion) \| \| Zuschauer: 51.428 (ausverkauft) \| \| Schiedsrichter: Pieter Vink ( Niederlande) \| \| Spielbericht \|                                                      | Kroatien | Aufstellung Österreich gegen Kroatien |
| Österreich                                                        | Jürgen Macho – Sebastian Prödl, Martin Stranzl, Emanuel Pogatetz – René Aufhauser, Jürgen Säumel (61. Ivica Vastić) – Joachim Standfest, Andreas Ivanschitz , Ronald Gërçaliu (69. Ümit Korkmaz) – Martin Harnik, Roland Linz (73. Roman Kienast) Cheftrainer: Josef Hickersberger | Stipe Pletikosa – Vedran Ćorluka, Robert Kovač, Josip Šimunić, Danijel Pranjić – Darijo Srna, Niko Kovač , Luka Modrić, Niko Kranjčar (61. Dario Knežević) – Ivica Olić (83. Ognjen Vukojević), Mladen Petrić (72. Igor Budan) Cheftrainer: Slaven Bilić | Kroatien | Aufstellung Österreich gegen Kroatien |
| Österreich                                                        | 0:1 Modrić (4., Foulelfmeter) | | Kroatien | Aufstellung Österreich gegen Kroatien |
| Österreich                                                        | Emanuel Pogatetz (3.), Jürgen Säumel (21.), Sebastian Prödl (68.) | Robert Kovač (51.) | Kroatien | Aufstellung Österreich gegen Kroatien |
| Österreich                                                        | Spieler des Spiels: Stipe Pletikosa (Kroatien) | | Kroatien | Aufstellung Österreich gegen Kroatien |
| 1. Spieltag                                                       | | |          |                                       |
| Sonntag, 8. Juni 2008 um 18:00 Uhr in Wien (Ernst-Happel-Stadion) | | |          |                                       |
| Zuschauer: 51.428 (ausverkauft)                                   | | |          |                                       |
| Schiedsrichter: Pieter Vink ( Niederlande)                        | | |          |                                       |
| Spielbericht                                                      | | |          |                                       |

## Deutschland – Polen 2:0 (1:0)
| Deutschland                                                                         | Deutschland | Polen | Polen | Aufstellung                         |
| ----------------------------------------------------------------------------------- | --- | --- | ----- | ----------------------------------- |
| Deutschland                                                                         | \| 1. Spieltag \| \| Sonntag, 8. Juni 2008 um 20:45 Uhr in Klagenfurt am Wörthersee (Wörthersee-Stadion) \| \| Zuschauer: 30.461 (ausverkauft) \| \| Schiedsrichter: Tom Henning Øvrebø ( Norwegen) \| \| Spielbericht \|                                                                | \| 1. Spieltag \| \| Sonntag, 8. Juni 2008 um 20:45 Uhr in Klagenfurt am Wörthersee (Wörthersee-Stadion) \| \| Zuschauer: 30.461 (ausverkauft) \| \| Schiedsrichter: Tom Henning Øvrebø ( Norwegen) \| \| Spielbericht \|                                                                                    | Polen | Aufstellung Deutschland gegen Polen |
| Deutschland                                                                         | Jens Lehmann – Philipp Lahm, Christoph Metzelder, Per Mertesacker, Marcell Jansen – Clemens Fritz (56. Bastian Schweinsteiger), Torsten Frings, Michael Ballack , Lukas Podolski – Mario Gómez (75. Thomas Hitzlsperger), Miroslav Klose (90.+1’ Kevin Kurányi) Cheftrainer: Joachim Löw | Artur Boruc – Marcin Wasilewski, Michał Żewłakow, Jacek Bąk, Paweł Golański (75. Marek Saganowski) – Dariusz Dudka, Mariusz Lewandowski – Wojciech Łobodziński (65. Łukasz Piszczek), Maciej Żurawski (46. Roger Guerreiro), Jacek Krzynówek – Euzebiusz Smolarek Cheftrainer: Leo Beenhakker ( Niederlande) | Polen | Aufstellung Deutschland gegen Polen |
| Deutschland                                                                         | 1:0 Podolski (20.) 2:0 Podolski (72.) | | Polen | Aufstellung Deutschland gegen Polen |
| Deutschland                                                                         | Bastian Schweinsteiger (64.) | Euzebiusz Smolarek (40.), Mariusz Lewandowski (60.) | Polen | Aufstellung Deutschland gegen Polen |
| Deutschland                                                                         | Spieler des Spiels: Lukas Podolski (Deutschland) | | Polen | Aufstellung Deutschland gegen Polen |
| 1. Spieltag                                                                         | | |       |                                     |
| Sonntag, 8. Juni 2008 um 20:45 Uhr in Klagenfurt am Wörthersee (Wörthersee-Stadion) | | |       |                                     |
| Zuschauer: 30.461 (ausverkauft)                                                     | | |       |                                     |
| Schiedsrichter: Tom Henning Øvrebø ( Norwegen)                                      | | |       |                                     |
| Spielbericht                                                                        | | |       |                                     |

## Kroatien – Deutschland 2:1 (1:0)
| Kroatien                                                                                | Kroatien | Deutschland | Deutschland | Aufstellung                            |
| --------------------------------------------------------------------------------------- | --- | --- | ----------- | -------------------------------------- |
| Kroatien                                                                                | \| 2. Spieltag \| \| Donnerstag, 12. Juni 2008 um 18:00 Uhr in Klagenfurt am Wörthersee (Wörthersee-Stadion) \| \| Zuschauer: 30.461 (ausverkauft) \| \| Schiedsrichter: Frank De Bleeckere ( Belgien) \| \| Spielbericht \|                         | \| 2. Spieltag \| \| Donnerstag, 12. Juni 2008 um 18:00 Uhr in Klagenfurt am Wörthersee (Wörthersee-Stadion) \| \| Zuschauer: 30.461 (ausverkauft) \| \| Schiedsrichter: Frank De Bleeckere ( Belgien) \| \| Spielbericht \|                                                    | Deutschland | Aufstellung Kroatien gegen Deutschland |
| Kroatien                                                                                | Stipe Pletikosa – Vedran Ćorluka, Robert Kovač, Josip Šimunić, Danijel Pranjić – Darijo Srna (80. Jerko Leko), Luka Modrić, Niko Kovač , Ivan Rakitić – Niko Kranjčar (85. Dario Knežević), Ivica Olić (72. Mladen Petrić) Cheftrainer: Slaven Bilić | Jens Lehmann – Philipp Lahm, Christoph Metzelder, Per Mertesacker, Marcell Jansen (46. David Odonkor) – Clemens Fritz (82. Kevin Kurányi), Torsten Frings, Michael Ballack , Lukas Podolski – Mario Gómez (66. Bastian Schweinsteiger), Miroslav Klose Cheftrainer: Joachim Löw | Deutschland | Aufstellung Kroatien gegen Deutschland |
| Kroatien                                                                                | 1:0 Srna (24.) 2:0 Olić (62.) | 2:1 Podolski (79.) | Deutschland | Aufstellung Kroatien gegen Deutschland |
| Kroatien                                                                                | Darijo Srna (27.), Josip Šimunić (45.+1'), Jerko Leko (90.+2'), Luka Modrić (90.+3') | Michael Ballack (75.), Jens Lehmann (90.+2') | Deutschland | Aufstellung Kroatien gegen Deutschland |
| Kroatien                                                                                | Bastian Schweinsteiger (90.+2', Unsportlichkeit ) | | Deutschland | Aufstellung Kroatien gegen Deutschland |
| Kroatien                                                                                | Spieler des Spiels: Luka Modrić (Kroatien) | | Deutschland | Aufstellung Kroatien gegen Deutschland |
| 2. Spieltag                                                                             | | |             |                                        |
| Donnerstag, 12. Juni 2008 um 18:00 Uhr in Klagenfurt am Wörthersee (Wörthersee-Stadion) | | |             |                                        |
| Zuschauer: 30.461 (ausverkauft)                                                         | | |             |                                        |
| Schiedsrichter: Frank De Bleeckere ( Belgien)                                           | | |             |                                        |
| Spielbericht                                                                            | | |             |                                        |

## Österreich – Polen 1:1 (0:1)
| Österreich                                                            | Österreich | Polen | Polen | Aufstellung                        |
| --------------------------------------------------------------------- | --- | --- | ----- | ---------------------------------- |
| Österreich                                                            | \| 2. Spieltag \| \| Donnerstag, 12. Juni 2008 um 20:45 Uhr in Wien (Ernst-Happel-Stadion) \| \| Zuschauer: 51.428 (ausverkauft) \| \| Schiedsrichter: Howard Webb ( England) \| \| Spielbericht \|                                                                            | \| 2. Spieltag \| \| Donnerstag, 12. Juni 2008 um 20:45 Uhr in Wien (Ernst-Happel-Stadion) \| \| Zuschauer: 51.428 (ausverkauft) \| \| Schiedsrichter: Howard Webb ( England) \| \| Spielbericht \| | Polen | Aufstellung Österreich gegen Polen |
| Österreich                                                            | Jürgen Macho – György Garics, Sebastian Prödl, Martin Stranzl, Emanuel Pogatetz – Christoph Leitgeb, René Aufhauser (74. Jürgen Säumel), Andreas Ivanschitz (64. Ivica Vastić), Ümit Korkmaz – Martin Harnik, Roland Linz (64. Roman Kienast) Cheftrainer: Josef Hickersberger | Artur Boruc – Marcin Wasilewski, Mariusz Jop (46. Paweł Golański), Jacek Bąk , Michał Żewłakow – Dariusz Dudka, Mariusz Lewandowski, Jacek Krzynówek – Roger Guerreiro (85. Rafał Murawski) – Marek Saganowski (83. Wojciech Łobodziński), Euzebiusz Smolarek Cheftrainer: Leo Beenhakker ( Niederlande) | Polen | Aufstellung Österreich gegen Polen |
| Österreich                                                            | 1:1 Vastić (90.+3', Foulelfmeter) | 0:1 Guerreiro (30.) | Polen | Aufstellung Österreich gegen Polen |
| Österreich                                                            | Ümit Korkmaz (56.), Sebastian Prödl (72.) | Marcin Wasilewski (58.), Jacek Krzynówek (61.), Jacek Bąk (90.+3') | Polen | Aufstellung Österreich gegen Polen |
| Österreich                                                            | Spieler des Spiels: Roger Guerreiro (Polen) | | Polen | Aufstellung Österreich gegen Polen |
| 2. Spieltag                                                           | | |       |                                    |
| Donnerstag, 12. Juni 2008 um 20:45 Uhr in Wien (Ernst-Happel-Stadion) | | |       |                                    |
| Zuschauer: 51.428 (ausverkauft)                                       | | |       |                                    |
| Schiedsrichter: Howard Webb ( England)                                | | |       |                                    |
| Spielbericht                                                          | | |       |                                    |

## Polen – Kroatien 0:1 (0:0)
| Polen                                                                               | Polen | Kroatien | Kroatien | Aufstellung                      |
| ----------------------------------------------------------------------------------- | --- | --- | -------- | -------------------------------- |
| Polen                                                                               | \| 3. Spieltag \| \| Montag, 16. Juni 2008 um 20:45 Uhr in Klagenfurt am Wörthersee (Wörthersee-Stadion) \| \| Zuschauer: 30.461 (ausverkauft) \| \| Schiedsrichter: Kyros Vassaras ( Griechenland) \| \| Spielbericht \|                                                                                         | \| 3. Spieltag \| \| Montag, 16. Juni 2008 um 20:45 Uhr in Klagenfurt am Wörthersee (Wörthersee-Stadion) \| \| Zuschauer: 30.461 (ausverkauft) \| \| Schiedsrichter: Kyros Vassaras ( Griechenland) \| \| Spielbericht \|                                      | Kroatien | Aufstellung Polen gegen Kroatien |
| Polen                                                                               | Artur Boruc – Marcin Wasilewski, Michał Żewłakow , Dariusz Dudka, Jakub Wawrzyniak – Wojciech Łobodziński (55. Euzebiusz Smolarek), Rafał Murawski, Roger Guerreiro, Mariusz Lewandowski (46. Adam Kokoszka), Jacek Krzynówek – Marek Saganowski (69. Tomasz Zahorski) Cheftrainer: Leo Beenhakker ( Niederlande) | Vedran Runje – Dario Šimić , Hrvoje Vejić, Dario Knežević (27. Vedran Ćorluka), Danijel Pranjić – Jerko Leko, Ognjen Vukojević, Nikola Pokrivač, Ivan Rakitić – Ivan Klasnić (74. Nikola Kalinić), Mladen Petrić (75. Niko Kranjčar) Cheftrainer: Slaven Bilić | Kroatien | Aufstellung Polen gegen Kroatien |
| Polen                                                                               | 0:1 Klasnić (53.) | | Kroatien | Aufstellung Polen gegen Kroatien |
| Polen                                                                               | Mariusz Lewandowski (38.), Tomasz Zahorski (84.) | Hrvoje Vejić (45.), Ognjen Vukojević (85.) | Kroatien | Aufstellung Polen gegen Kroatien |
| Polen                                                                               | Spieler des Spiels: Ivan Klasnić (Kroatien) | | Kroatien | Aufstellung Polen gegen Kroatien |
| 3. Spieltag                                                                         | | |          |                                  |
| Montag, 16. Juni 2008 um 20:45 Uhr in Klagenfurt am Wörthersee (Wörthersee-Stadion) | | |          |                                  |
| Zuschauer: 30.461 (ausverkauft)                                                     | | |          |                                  |
| Schiedsrichter: Kyros Vassaras ( Griechenland)                                      | | |          |                                  |
| Spielbericht                                                                        | | |          |                                  |

## Österreich – Deutschland 0:1 (0:0)
| Österreich                                                        | Österreich | Deutschland | Deutschland | Aufstellung                              |
| ----------------------------------------------------------------- | --- | --- | ----------- | ---------------------------------------- |
| Österreich                                                        | \| 3. Spieltag \| \| Montag, 16. Juni 2008 um 20:45 Uhr in Wien (Ernst-Happel-Stadion) \| \| Zuschauer: 51.428 (ausverkauft) \| \| Schiedsrichter: Manuel Mejuto González ( Spanien) \| \| Spielbericht \|                                                                       | \| 3. Spieltag \| \| Montag, 16. Juni 2008 um 20:45 Uhr in Wien (Ernst-Happel-Stadion) \| \| Zuschauer: 51.428 (ausverkauft) \| \| Schiedsrichter: Manuel Mejuto González ( Spanien) \| \| Spielbericht \|                                                                       | Deutschland | Aufstellung Österreich gegen Deutschland |
| Österreich                                                        | Jürgen Macho – György Garics, Martin Stranzl, Martin Hiden (55. Christoph Leitgeb), Emanuel Pogatetz – René Aufhauser (63. Jürgen Säumel), Andreas Ivanschitz , Christian Fuchs – Martin Harnik (67. Roman Kienast), Erwin Hoffer, Ümit Korkmaz Cheftrainer: Josef Hickersberger | Jens Lehmann – Arne Friedrich, Christoph Metzelder, Per Mertesacker, Philipp Lahm – Clemens Fritz (90.+3' Tim Borowski), Torsten Frings, Michael Ballack , Lukas Podolski (83. Oliver Neuville) – Mario Gómez (60. Thomas Hitzlsperger), Miroslav Klose Cheftrainer: Joachim Löw | Deutschland | Aufstellung Österreich gegen Deutschland |
| Österreich                                                        | 0:1 Ballack (49.) | | Deutschland | Aufstellung Österreich gegen Deutschland |
| Österreich                                                        | Martin Stranzl (13.), Erwin Hoffer (31.), Andreas Ivanschitz (48.) | | Deutschland | Aufstellung Österreich gegen Deutschland |
| Österreich                                                        | Platzverweis: Josef Hickersberger (41.) | Platzverweis: Joachim Löw (41.) | Deutschland | Aufstellung Österreich gegen Deutschland |
| Österreich                                                        | Spieler des Spiels: Michael Ballack | | Deutschland | Aufstellung Österreich gegen Deutschland |
| 3. Spieltag                                                       | | |             |                                          |
| Montag, 16. Juni 2008 um 20:45 Uhr in Wien (Ernst-Happel-Stadion) | | |             |                                          |
| Zuschauer: 51.428 (ausverkauft)                                   | | |             |                                          |
| Schiedsrichter: Manuel Mejuto González ( Spanien)                 | | |             |                                          |
| Spielbericht                                                      | | |             |                                          |